# Conothele limatior
Conothele limatior är en spindelart som beskrevs av Kulczynski 1908. Conothele limatior ingår i släktet Conothele och familjen Ctenizidae. Inga underarter finns listade i Catalogue of Life.